# Symphonie no 4 de Hartmann
Pour les articles homonymes, voir Symphonie no 4.
La Symphonie no 4 est une symphonie pour cordes seules de Karl Amadeus Hartmann. Composée en 1947, elle fut créée le 2 avril 1948 à Munich par l'Orchestre symphonique de la Radiodiffusion bavaroise sous la direction de Hans Rosbaud.

## Analyse de l'œuvre
1. Lento assaï con passione
2. Allegro di molto (risoluto)
3. Finale - Adagio appassionato

Durée : environ 33 minutes

## Source
- François-René Tranchefort, Guide  de la musique symphonique, Paris, Fayard, coll. « Les indispensables de la musique », 1998 (1re éd. 1986), 896 p. (ISBN 2-213-01638-0), p. 297